# 戈斯季谢沃农村居民点
戈斯季谢沃农村居民点（俄语：Гостищевское сельское поселение）是俄罗斯联邦别尔哥罗德州雅科夫列沃区所属的一个农村居民点。其下辖有6个居民点，行政中心为戈斯季谢沃。据2016年统计，该农村居民点的人口为3602人。